# Премія «PinchukArtCentre» «Artprise»
Пре́мія «PinchukArtCentre Prize» — премія у сфері мистецтв для підтримки українських художників, які працюють у сфері сучасного мистецтва.
Премія встановлюється PinchukArtCentre і присуджується художникам віком до 35 років кожного непарного року, починаючи з 2009. Завдяки Премії арт-центр прагне постійно підвищувати інтерес до сучасного мистецтва в Україні та, надаючи підтримку на створення нових робіт, формувати критичну масу молодих художників, які працюватимуть на національній та міжнародній арт-сцені. Крім того, Премія має на меті сприяти перетворенню Києва на один із провідних культурних центрів в світі.
Перший конкурс провели 2009 року, до нього долучились 1100 українських художників, було розглянуто 6000 заяв зі 125 країн. Відібрали 32 учасника, роботи яких були представлені в «PinchukArtCentre».
Грошова винагорода премії складається з: Головної премії у розмірі 370 000 гривень та дві Спеціальні премії по 90 000 гривень кожна. Володаря призу громадськості в розмірі 37 000 гривень обирають відвідувачі виставки номінанток та номінантів Премії шляхом онлайн-голосування.

## Номінанти

### 2009[4]
- Артем Волокітін (Харків) — Головний приз
- Олексій Салманов (Київ) — Спеціальна премія
- BLUEMOLOKO (Юлія Беляневич, Юлія Пеліпас, Олексій Шишкін) (Київ) — Приз громадськості
- Мирослав Вайда (Львів)
- Андрій Галашин (Львів / Коста-Рика)
- Гамлет Зиньковський (Харків)
- Нікіта Кадан (Київ)
- Жанна Кадирова (Київ)
- Майя Колеснік (Одеса)
- Володимир Кузнєцов (Київ)
- Лада Наконечна (Київ)
- Оксана Проценко (Львів)
- Олексій Сай (Київ)
- Леся Хоменко (Київ)
- Олексій Хорошко (Львів)
- Іван Чубуков (Київ/ Німеччина)
- Маша Шубіна (Київ)
- Гурт «Шапка» (Ксенія Гальченко, Олеся Секереш, Олександра Токарева) (Мукачево)
- Гурт SOSka (Анна Кривенцова, Сергій Попов, Микола Рідний) (Харків)
- Гурт SYN (Юлія Ковалевська, Євгеній Чернишов)

### 2011[5]
- Нікіта Кадан (Київ) — Головний приз
- Жанна Кадирова (Київ) — Перша спеціальна премія
- Сергій Радкевич (Луцьк) —  Друга спеціальна премія
- Микита Шаленний (Дніпропетровськ) — Приз громадськості
- Андрій Галашин (Тернопіль)
- Гамлет Зіньковський (Харків)
- Добриня Іванов (Київ)
- Тарас Каменной (Харків)
- Аліна Клейтман (Харків)
- Володимир Кузнєцов (Київ)
- Лада Наконечна (Київ)
- Сергій Петлюк (Львів)
- Данііл Галкін (Дніпропетровськ)
- Микола Рідний (Харків)
- Степан Рябченко (Одеса)
- Іван Світличний (Харків)
- Маша Шубіна (Київ)
- Леся Хоменко (Київ)
- Наташа Шульте (Одеса)
- Гурт Салманов-Корнієнко (Олексій Салманов, Дмитро Корнієнко) (Київ)

### 2013[6]
- Жанна Кадирова (Київ) —  Головний приз
- «Відкрита група» (Юрій Білей, Антон Варга, Павло Ковач молодший, Євген Самборський, Станіслав Туріна) (Львів) —  Перша спеціальна премія
- Лада Наконечна (Київ) —  Друга спеціальна премія
- Данііл Галкін (Дніпропетровськ) —  Третя спеціальна премія
- Анатолій Бєлов (Київ) —  Приз громадськості
- Євгенія Бєлорусець (Київ)
- Володимир Воротньов (Червоноград/Київ)
- Олег Грищенко (Житомир/Київ)
- Анна Звягінцева (Київ)
- Добриня Іванов (Київ)
- Аліна Копиця (Боярка/Київ)
- Марія Куликівська (Керч/Київ)
- Олександр Курмаз (Київ)
- Роман Мінін (Донецьк)
- Микола Рідний (Харків)
- Іван Світличний (Харків)
- Андрій Хір (Львів)
- Леся Хоменко (Київ)
- Гурт Мельничук-Бурлака (Іван Мельничук, Олександр Бурлака) (Київ)
- Гурт Synchrodogs (Таня Щеглова, Роман Новен) (Івано-Франківськ/Луцьк)

### 2015[7]
- Відкрита група (Юрій Білей, Павло Ковач молодший, Антон Варга) (Львів) — Головна премія,
- Анна Звягінцева (Київ) — Спеціальна премія і Приз громадськості,
- Аліна Клейтман (Харків) — Спеціальна премія,
- Kinder Album (Львів),
- Євгенія Бєлорусець (Київ),
- Даніїл Галкін (Дніпропетровськ),
- Катерина Єрмолаєва (Київ),
- Ніколай Карабінович (Одеса),
- Дар'я Кольцова (Київ),
- Сергій Мельниченко (Ченду, Китай),
- Роман Михайлов (Київ),
- Сергій Петлюк (Львів),
- Микола Рідний (Харків),
- Іван Світличний (Харків),
- Сергій Якименко (Харків),
- Гурт Мельничук-Бурлака (Іван Мельничук, Олександр Бурлака) (Київ).

### 2018[8]
- Анна Звягінцева (Дніпро/Київ) — Головна премія,
- Ніколай Карабінович (Одеса) — Перша спеціальна премія,
- Ярема Малащук та Роман Хімей (Коломия/Київ) — Друга спеціальна премія,
- Аліна Клейтман (Харків) — Приз громадськості,
- Михайло Алексеєнко (Київ),
- Юлі Голуб (Харків),
- Катерина Єрмолаєва (Донецьк/Київ),
- Тарас Каменной (Харків),
- Віталій Кохан (Суми/Харків),
- Юлія Кривич (Дніпро),
- Саша Курмаз (Київ),
- Ларіон Лозовий (Київ),
- Роман Михайлов (Харків/Київ),
- Олег Перковський (Кам’янець-Подільський/Львів),
- Сергій Радкевич (Луцьк/Львів),
- Євген Самборський (Івано-Франківськ/Київ),
- Іван Світличний (Харків/Київ),
- Дмитро Старусєв (Макіївка),
- Павло Хайло (Луганськ/Київ),
- Гурт Ревковський і Рачинський (Даніїл Ревковський, Андрій Рачинський) (Харків).

### 2020[9]
- Ярема Малащук та Роман Хімей (Коломия/Київ) — Головна премія,
- Ніколай Карабінович (Одеса/Гент) — Перша спеціальна премія,
- Юлі Голуб (Харків/Вроцлав) — Друга спеціальна премія,
- Даніїл Ревковський та Андрій Рачинський (Харків) — Приз громадськості,
- АнтіГонна (Київ),
- Катя Бучацька (Київ),
- Ксенія Гнилицька (Київ),
- Павло Гражданський (Харків),
- Олександра Кадзевич (Одеса),
- Оксана Казьміна (Київ),
- Антон Карюк (Київ),
- Ірина Кудря (Київ),
- Ларіон Лозовий (Київ),
- Тимофій Максименко (Київ),
- Еліас Парвулеско (Київ),
- Валентина Петрова (Прага/Київ),
- Аліна Соколова (Ужгород/Відень),
- Дмитро Старусєв (Макіївка),
- Анна Щербина (Запоріжжя/Київ),
- Гурт Студія 12345678910 (Євгеній Образцов, Анастасія Омелич, Микита Момот) (Дніпро/Київ).

### 2022[10]
- Дана Кавеліна (Львів) - Головна премія,
- Ніколай Карабінович (Київ/Брюсель) — Спеціальна відзнака,
- Катерина Лисовенко (Одеса/Київ) — Спеціальна відзнака,
- Антон Саєнко (Суми/Київ) — Спеціальна відзнака,
- Михайло Алексеєнко (Київ) — Приз громадськості,
- Ян Бачинський (Львів),
- Юрій Білей (Ужгород/Вроцлав),
- Катя Бучацька (Київ),
- Артем Гумілевський (Миколаїв),
- Вікторія Довгадзе (Львів),
- Юрій Єфанов (Київ),
- Дарія Кузьмич (Київ/Берлін),
- Кристина Мельник (Київ),
- Павла Нікітіна (Брно, Чехія),
- Євген Нікіфоров (Київ),
- Олександр Сіроус (Харків/Київ),
- Максим Ходак (Біла Церква/Київ),
- Петро Владіміров та Олександра Майборода (Київ),
- Даніїл Ревковський та Андрій Рачинський (Харків),
- Гурт commercial public art (Київ/Одеса).

### 2025[11]
- Леся Васильченко (Київ/Осло) — Головна премія,
- Катерина Алійник (Київ/Луганськ) — Спеціальна відзнака,
- Євген Коршунов (Бровари/Київ) — Спеціальна відзнака і Приз громадськості,
- Михайло Алексеєнко (Київ),
- Юрій Болса (Червоноград),
- Василь Дмитрик (Івано-Франківськ/Одеса),
- Юрій Єфанов (Гурзуф),
- Катерина Лисовенко (Київ/Відень),
- Кристина Мельник (Київ/Мелітополь),
- Дар'я Молокоєдова (Краматорськ/Київ),
- Владислав Плісецький (Київ),
- Андрій Рачинський (Харків),
- Антон Саєнко (Суми/Київ),
- Женя Степаненко (Київ/Берлін),
- Василь Ткаченко (Лях) (Маріуполь),
- Ілля Тодуркін (Маріуполь/Київ),
- Тамара Турлюн (Дніпро/Київ),
- Максим Ходак (Відень/Київ/Біла Церква),
- Антон Шебетко (Київ/Амстердам)
- Гурт «Назва змінна» / Variable name (Валерія Карпань (Київ) та Марина Мариніченко (Київ/Запоріжжя)).